# Люля (Батиревський район)
Люля́ (рос. Люля, чув. Люля) — селище у складі Батиревського району Чувашії, Росія. Входить до складу Бахтігільдінського сільського поселення.
Населення — 58 осіб (2010; 91 у 2002).
Національний склад:
- чуваші — 68 %
- росіяни — 32 %